# تاكاهيرو ساساكي
تاكاهيرو ساساكي (باليابانية: 佐々木 崇浩) (25 سبتمبر 1974 في طوكيو في اليابان – )؛ هو لاعب كرة قدم ياباني سابق كان يلعب كمدافع.

## وصلات خارجية
- تاكاهيرو ساساكي على موقع رابطة كرة القدم اليابانية للمحترفين (اليابانية)
- تاكاهيرو ساساكي على موقع عالم كرة القدم.نت (الإنجليزية)